# Ajanija
Ajanija (lat. Ajania), rod trajnica iz porodice Compositae raširen po Aziji od Kaspijskoj jezera do Tihog oceana na istoku. 
Rod je opisan 1955. i smješten u podtribus Artemisiinae. Priznate su 43 vrste.

## Vrste
1. Ajania abolinii Kovalevsk.
2. Ajania achilleoides Poljakov ex Grubov
3. Ajania adenanthum (Diels) Y.Ling & C.Shih
4. Ajania alabasica H.C.Fu
5. Ajania amphiseriacea (Hand.-Mazz.) C.Shih
6. Ajania brachyantha C.Shih
7. Ajania breviloba (Franch. ex Hand.-Mazz.) Y.Ling & C.Shih
8. Ajania elegantula (W.W.Sm.) C.Shih
9. Ajania fastigiata (C.Winkl.) Poljakov
10. Ajania fruticulosa (Ledeb.) Poljakov
11. Ajania gracilis (Hook.f. & Thomson) Poljakov ex Tzvelev
12. Ajania grubovii Muldashev
13. Ajania hypoleuca Ling ex C.Shih
14. Ajania junnanica Poljakov
15. Ajania khartensis (Dunn) C.Shih
16. Ajania korovinii Kovalevsk.
17. Ajania latifolia C.Shih
18. Ajania myriantha (Franch.) Ling ex C.Shih
19. Ajania nematoloba (Hand.-Mazz.) Y.Ling & C.Shih
20. Ajania nitida C.Shih
21. Ajania nubigena (Wall. ex DC.) Muldashev
22. Ajania pacifica (Nakai) K.Bremer & Humphries
23. Ajania pallasiana (Fisch. ex Besser) Poljakov
24. Ajania parviflora (Grun.) Ling
25. Ajania potaninii (Krasch.) Poljakov
26. Ajania przewalskii Poljakov
27. Ajania purpurea C.Shih
28. Ajania quercifolia (W.W.Sm.) Y.Ling & C.Shih
29. Ajania ramosa (C.C.Chang) C.Shih
30. Ajania remotipinna (Hand.-Mazz.) Y.Ling & C.Shih
31. Ajania rupestris (Matsum. & Koidz.) Muldashev
32. Ajania salicifolia (Mattf.) Poljakov
33. Ajania scharnhorstii (Regel & Schmalh.) Tzvelev
34. Ajania semnanensis Sonboli
35. Ajania sericea C.Shih
36. Ajania shiwogiku (Kitam.) K.Bremer & Humphries
37. Ajania tenuifolia (Jacq.) Tzvelev
38. Ajania tibetica (Hook.f. & Thomson) Tzvelev
39. Ajania trifida (Turcz.) Muldashev
40. Ajania trilobata Poljakov
41. Ajania tripinnatisecta Y.Ling & C.Shih
42. Ajania truncata (Hand.-Mazz.) Ling ex C.Shih
43. Ajania variifolia (C.C.Chang) Tzvelev

## Sinonimi
- Phaeostigma Muldashev

## Vanjske poveznice
|  | Zajednički poslužitelj ima još gradiva o temi Ajania |
|  | Wikivrste imaju podatke o taksonu Ajania             |